# Internazionali Femminili di Palermo 2003
Gli Internazionali Femminili di Palermo 2003 sono stati un torneo femminile di tennis giocato sulla terra rossa. È stata la 16ª edizione degli Internazionali Femminili di Palermo, che fa parte della categoria Tier V nell'ambito del WTA Tour 2003. Si è giocato a Palermo in Italia, dal 7 al 13 luglio 2003.

## Campioni

### Singolare
Dinara Safina ha battuto in finale   Katarina Srebotnik con il punteggio di 6–3, 6–4

### Doppio
Adriana Serra Zanetti /  Emily Stellato hanno battuto in finale  María José Martínez Sánchez /  Arantxa Parra Santonja con il punteggio di 6–4, 6–2